# ハシナウウクカムイ
ハシナウウクカムイ（アイヌ語: Hasinaw-uk-kamuy、Hash-Inau-uk Kamuy、Hashinau-uk Kamuy、または単にHash-uk Kamuy）はアイヌの狩りのカムイ（女神）。時にアイヌ語: Isosange Mat（獲物を出す女）やアイヌ語: Kamuy Paseguru（神で位が高い人）と呼ばれる。

## 描写
ハシナウウクカムイは、弓矢を扱う長い髪の女性として描写されており、しばしばハンターという人を背負っている。彼女は小鳥を伴うか、時には小鳥の形となって、ハンターという名前の人に獲物への道を示している。また、アイヌの猟師が矢にその毒を盛った植物トリカブトの象徴でもある。

## 神話
ハシナウウㇰカムイは、歴史的に主に狩猟、釣り、採集で暮らしてきたアイヌにとって非常に重要な神である。弓錐から生まれ、炉床の女神カムイフチや樹木の神シランパカムイの妹と言われることもある。猟師は狩猟を成功させるために彼女を崇拝し、漁師は完全な漁獲を確実にするために崇拝した。また、出産を助けるために呼び出される。